# Эскобар, Пабло
Па́бло Эми́лио Эскоба́р Гави́рия (исп. Pablo Emilio Escobar Gaviria; 1 декабря 1949 — 2 декабря 1993) — колумбийский наркобарон и террорист. Эскобара называют «Королём кокаина», поскольку он был лидером Медельинского картеля, контролировавшего к концу 1980 года 80 % от мирового рынка кокаина.
По сей день является одним из самых известных, жестоких и богатых преступников в истории. По некоторым оценкам, денежное состояние Эскобара составляло около 30 млрд долларов США. Журнал Forbes помещал его в список международных миллиардеров с 1987 по 1993 год, а в 1989 году он занял седьмое место в рейтинге журнала.

## Биография
Пабло Эмилио Эскобар Гавирия родился 1 декабря 1949 года в городе Рионегро (Колумбия), он был третьим ребёнком в семье фермера Хесуса Дари Эскобара и школьной учительницы Хемильды Гавирии. Будучи подростком, Пабло проводил много времени на улицах города Медельина, который являлся столицей департамента Антьокия (27 км от Рионегро). Небольшой период времени он проходил обучение в Автономном университете Латинской Америки в Медельине.

### Начало преступной деятельности
Огромную часть своего времени молодой Пабло проводил в бедных кварталах Медельина, который был настоящим рассадником преступности. Эскобар стал красть надгробия с местного кладбища и, стирая надписи, продавать их панамским перекупщикам. Затем он продавал сигареты и марихуану, подделывал лотерейные билеты. Вскоре он создал небольшую банду и начал промышлять угоном дорогих автомобилей для продажи на запчасти. Затем ему пришла мысль заниматься рэкетом.
В 1971 году люди Пабло похитили богатого колумбийского промышленника Диего Эчаваррию, который после длительных пыток был убит. Преступники пытались получить выкуп, но потерпели неудачу и, задушив свою жертву, выбросили труп на свалку. Эскобар открыто заявил о своей причастности к его убийству. Бедняки Медельина праздновали смерть Диего Эчаваррии и, в знак признательности Эскобару, стали уважительно называть его «Эль-Доктор». Грабя богатых, Пабло строил беднякам дешёвое жильё, и его популярность в Медельине росла изо дня в день.
Спустя год 22-летний Эскобар был самым известным преступным авторитетом Медельина. Его банда продолжала расти, и Пабло решил начать новый криминальный бизнес, с которым будет связана вся его последующая жизнь. В 1970-е годы США были страной с неограниченным рынком для наркоторговли. На смену марихуане должен был прийти новый наркотик, и им стал кокаин, который наряду с другими алкалоидами содержится в растениях рода Эритроксилум (Erythroxylum), например в кокаиновом кусте (Erythroxylum coca) и др. Эти растения были широко распространены в Колумбии, и Эскобар поставил производство наркотиков на поток. Однако сначала группировка Пабло была лишь посредником, покупая товар у изготовителей и продавая его перекупщикам, сбывавшим кокаин в США.
В марте 1976 года Пабло Эскобар женился на своей 15-летней девушке Марии Виктории Энао Вальехо, которая до этого была в его окружении. Через год у них родился сын Хуан и ещё позже — дочь Мануэла.
Наркобизнес Эскобара быстро развивался во всей Южной Америке. Он сам начал заниматься контрабандой кокаина в США. Один из приближённых Эскобара, Карлос Ледер, ответственный за переправку кокаина, организовал на Багамах перевалочный пункт наркотрафика. Его работа была организована на высшем уровне: там был построен крупный причал, ряд бензозаправок и современная гостиница со всеми удобствами. Ни один наркоделец не мог без разрешения Пабло Эскобара вывозить кокаин за пределы Колумбии. Эскобар снимал так называемый 35-процентный налог с каждой партии наркотиков и обеспечивал её доставку. В джунглях Колумбии он открывал химические лаборатории по выработке кокаина.

### Основание Медельинского картеля
Летом 1977 года Эскобар и ещё трое крупных наркоторговцев, объединившись, создали организацию, которая стала называться Медельинским картелем. У него была самая мощная финансово-кокаиновая империя, которой не было ни у одной наркомафии мира. Для доставки кокаина у картеля была и сеть распространения, и самолёты, и даже подводные лодки. Пабло Эскобар стал непререкаемым авторитетом кокаинового мира и абсолютным лидером Медельинского картеля. Он подкупал полицейских, судей, политиков. Если подкуп не действовал, то в ход пускался шантаж, но в основном картель действовал по принципу: «Plata O Plomo» (с исп. — «серебро или свинец»).
К 1979 году Медельинский картель уже владел более чем 80 % кокаиновой индустрии США. 30-летний Пабло Эскобар стал одним из самых богатых людей мира.
Чтобы заручиться поддержкой населения, Эскобар развернул в Медельине широкое строительство. Он прокладывал дороги, строил стадионы и возводил бесплатные дома для бедных, которые в народе называли «кварталы Пабло Эскобара». Сам он объяснял свою благотворительность тем, что ему было больно видеть, как бедные страдают.

### Политическая деятельность
В преступном мире Эскобар достиг вершины власти. Позже он стал искать способ сделать свой бизнес легальным. В 1982 году Пабло Эскобар выдвинул свою кандидатуру на выборах и в свои 32 года стал замещающим конгрессмена Конгресса Колумбии (получил право голосовать за конгрессменов во время их отсутствия).
Проникнув в Конгресс, Эскобар начал мечтать о посте президента Колумбии. Вместе с тем, оказавшись в Боготе, он обратил внимание, что его популярность не вышла за пределы Медельина. В Боготе о нём слышали как о сомнительной личности, прокладывающей кокаиновую дорогу к президентскому креслу. Один из популярнейших политиков Колумбии, основной кандидат на президентское кресло Луис Карлос Галан первым открыто осудил связь нового конгрессмена с кокаиновым бизнесом.
Спустя несколько дней министр юстиции Родриго Лара Бонилья развернул широкую кампанию против вложения «грязных» кокаиновых денег в предвыборную гонку. В итоге Пабло Эскобар в январе 1984 года был исключен из колумбийского Конгресса. Стараниями министра юстиции его политическая карьера закончилась раз и навсегда. Тем не менее, Эскобар не собирался тихо уходить и решил отомстить министру. 30 апреля 1984 года два боевика на мотоцикле и несколько других в автомобиле устроили засаду на лимузин Лара Бонильи и застрелили его на улице в северной части Боготы.
В середине 1980-х годов кокаиновая империя Эскобара контролировала почти все сферы жизни колумбийского общества. Тем не менее, над ним нависла серьёзная угроза. Администрация президента США Рональда Рейгана объявила свою собственную войну распространению наркотиков не только на территории Соединённых Штатов, но и по всему миру. Между США и Колумбией было достигнуто соглашение, согласно которому колумбийское правительство обязалось выдавать американскому правосудию кокаиновых баронов, занимавшихся переправкой наркотиков в Соединённые Штаты.
На тотальную войну, начатую правительством, наркомафия ответила террором. Пабло Эскобар создал террористическую группу, получившую название «Лос Экстрадитаблес». Её участники совершали нападения на чиновников, полицейских, а также всех, кто выступал против наркоторговли. Поводом для террористической акции могла послужить крупная полицейская операция или выдача в США очередного босса кокаиновой мафии.
Через год Верховный суд отменил соглашение об экстрадиции наркоторговцев в США. Однако уже через несколько дней новый президент Колумбии Верхилио Барко наложил вето на решение Верховного суда и возобновил действие этого соглашения. В феврале 1987 года в США был экстрадирован ближайший помощник Эскобара Карлос Ледер.
Пабло Эскобар был вынужден строить тайные убежища по всей стране. Благодаря информации от своих людей в правительстве он успевал на один шаг опережать правоохранительные органы. К тому же крестьяне всегда предупреждали его при появлении подозрительных людей, машин с полицейскими или солдатами, или вертолёта.
В 1989 году Пабло Эскобар вновь попытался заключить сделку с правосудием. Он согласился сдаться полиции, если правительство выступит гарантом того, что его не выдадут Соединённым Штатам. Власти ответили отказом.
16 августа 1989 года от рук киллеров Эскобара погиб судья Верховного суда Карлос Валенсия. На следующий день был убит полковник полиции Вальдемар Франклин Контеро. 18 августа 1989 года на предвыборном митинге был застрелен известный колумбийский политик Луис Карлос Галан, который обещал в случае избрания его президентом страны начать непримиримую войну с торговцами кокаином, очистить Колумбию от наркобаронов, экстрадировав их в США.
Перед выборами президента Колумбии киллеры только в Боготе совершили в течение двух недель 7 взрывов, в результате которых погибло 37 и получили тяжкие увечья около 400 человек.
27 ноября 1989 года люди Пабло Эскобара подложили бомбу в пассажирский самолёт Boeing 727 колумбийской авиакомпании «Avianca», на борту которого находились 101 пассажир и 6 членов экипажа. Через пять минут после взлёта авиалайнера на его борту раздался мощный взрыв. Самолёт развалился пополам, загорелся и рухнул на близлежащие холмы. Ни один из находившихся на борту людей не выжил, кроме того, три человека на земле были убиты падающими обломками самолёта.
По стране прокатились массовые рейды, при которых подвергались уничтожению химические лаборатории и плантации коки. Десятки участников наркокартелей оказались за решёткой. В ответ на это Пабло Эскобар дважды предпринял покушения на шефа колумбийской секретной полиции генерала Мигеля Масу Маркеса. При втором покушении, 6 декабря 1989 года, от взрыва бомбы погибло 62 человека и около 100 получили ранения различной степени тяжести.
К началу 90-х годов Пабло Эскобар возглавлял список самых разыскиваемых наркоторговцев США.

### Преследование и арест
Правительство Колумбии создало «Особую поисковую группу», целью которой был сам Пабло Эскобар. В группу вошли лучшие полицейские из отборных частей, а также люди из армии, спецслужб и прокуратуры.
Благодаря деятельности группы, во главе с полковником Мартинесом, несколько человек из ближайшего окружения Пабло Эскобара оказались захвачены.
Люди Эскобара похитили несколько богатейших людей Колумбии. Пабло Эскобар рассчитывал, что влиятельные родственники заложников окажут давление на правительство с тем, чтобы отменить соглашение об экстрадиции преступников. И в итоге план Эскобара удался. Правительство отменило экстрадицию Пабло Эскобара. 19 июня 1991 года, после того как Пабло Эскобару уже не угрожала экстрадиция в США, он сдался властям. Эскобар согласился признать за собой вину в нескольких незначительных преступлениях, взамен ему простили все его прошлые. Пабло Эскобар находился в тюрьме, которую сам же для себя и построил.
Тюрьма называлась «Ла Катедраль» и была построена в горном массиве Энвигадо. «Ла Катедраль» больше была похожа на дорогой, престижный клуб, чем на обычную тюрьму. Там была дискотека, плавательный бассейн, джакузи и сауна, а во дворе большое футбольное поле. Туда к Эскобару приходили друзья, женщины. Семья Эскобара могла в любое время посещать его. «Особая поисковая группа» полковника Мартинеса не имела права приближаться к «Ла Катедраль» ближе чем на 3 километра. Эскобар приходил и уходил, когда сам этого хотел. Он посещал футбольные матчи и ночные клубы Медельина.
Во время своего «заключения» Пабло Эскобар продолжал руководить многомиллиардным кокаиновым бизнесом. Однажды он узнал о том, что его компаньоны по кокаиновому картелю, воспользовавшись его отсутствием, обокрали его. Он тут же приказал своим людям доставить их в «Ла Катедраль». Он лично подвергал их жестоким пыткам, просверливая своим жертвам колени и вырывая ногти, а потом приказал своим людям убить их и вывезти трупы за пределы тюрьмы. Известно, что одно из двух убийств Эскобар совершил собственноручно.
22 июля 1992 года президент Сесар Гавирия, узнав о деяниях Пабло Эскобара в тюрьме, отдал приказ перевезти его в настоящую тюрьму. Но Эскобар узнал о решении президента и сбежал.
Теперь он был свободен, но у него повсюду были враги. Оставалось всё меньше мест, в которых он мог найти себе надёжное убежище. Правительства США и Колумбии на этот раз были полны решимости покончить с Эскобаром и его Медельинским кокаиновым картелем. После побега из тюрьмы для Эскобара всё начало рушиться. Его друзья начали покидать его. Основной ошибкой Эскобара было то, что он не мог критически оценить сложившуюся ситуацию. Он считал себя фигурой более значительной, чем это было на самом деле. Он продолжал обладать огромными финансовыми возможностями, но реальной власти у него уже не было. Единственным способом для Эскобара хоть как-то поправить положение была попытка возобновить соглашение с правительством. Эскобар несколько раз пытался вновь заключить сделку с правосудием, однако президент Сесар Гавирия, как и правительство США, полагали, что на этот раз не стоит вступать в какие-либо переговоры с наркобароном. Было принято решение преследовать его и по возможности во время ареста ликвидировать.
30 января 1993 года люди Пабло Эскобара подложили мощную бомбу в автомобиль возле книжного магазина на одной из многолюдных улиц Боготы. Взрыв произошел тогда, когда там было много людей, в основном это были родители со своими детьми. В результате этого теракта погиб 21 человек и более 70 получили тяжкие увечья.
С Медельинским картелем вел борьбу и конкурирующий с ним наркокартель Кали. Кроме того, Силами самообороны Кордобы и Урабы (Autodefensas Campesinas de Córdoba y Urabá, ACCU), созданной братьями Кастаньо Хиль — Фиделем, Висенте и Карлосом, ультраправым военизированным формированием (боевики которого вели борьбу с Революционными вооружёнными силами Колумбии — Армии народа, ФАРК — леворадикальной повстанческой группировкой Колумбии), при тесном сотрудничестве с ЦРУ США, которое всегда поддерживало антикоммунистические движения, была создана организация «Лос Пепес» — акроним из испанской фразы «Perseguidos por Pablo Escobar» — «Преследуемые Пабло Эскобаром». Помимо боевиков, в неё вошли колумбийские граждане, чьи родственники погибли по вине Эскобара. Эта организация получала финансирование в том числе и от Картеля Кали.
После теракта участники «Лос Пепес» взорвали бомбы перед домом Пабло Эскобара. Поместье, принадлежавшее его матери, выгорело дотла. «Лос Пепес» стали терроризировать и охотиться на тех, кто хоть как-то был связан с ним или его кокаиновым бизнесом. За относительно короткое время организация «Лос Пепес» нанесла существенный ущерб кокаиновой империи Эскобара. Её члены убили множество его людей, преследовали его семью, сожгли его имения. Теперь Эскобар серьёзно беспокоился за свою семью. Если бы его семья была за пределами Колумбии, он мог бы объявить тотальную войну правительству и своим врагам. Эскобар хотел вывезти свою семью в Германию, но после переговоров правительства Колумбии и спецслужб США с правительством Германии, семье Эскобара было отказано во въезде в страну и самолёт был возвращен обратно в Колумбию. В Колумбии правительство поселило их в одном из отелей.

### Конец карьеры и смерть

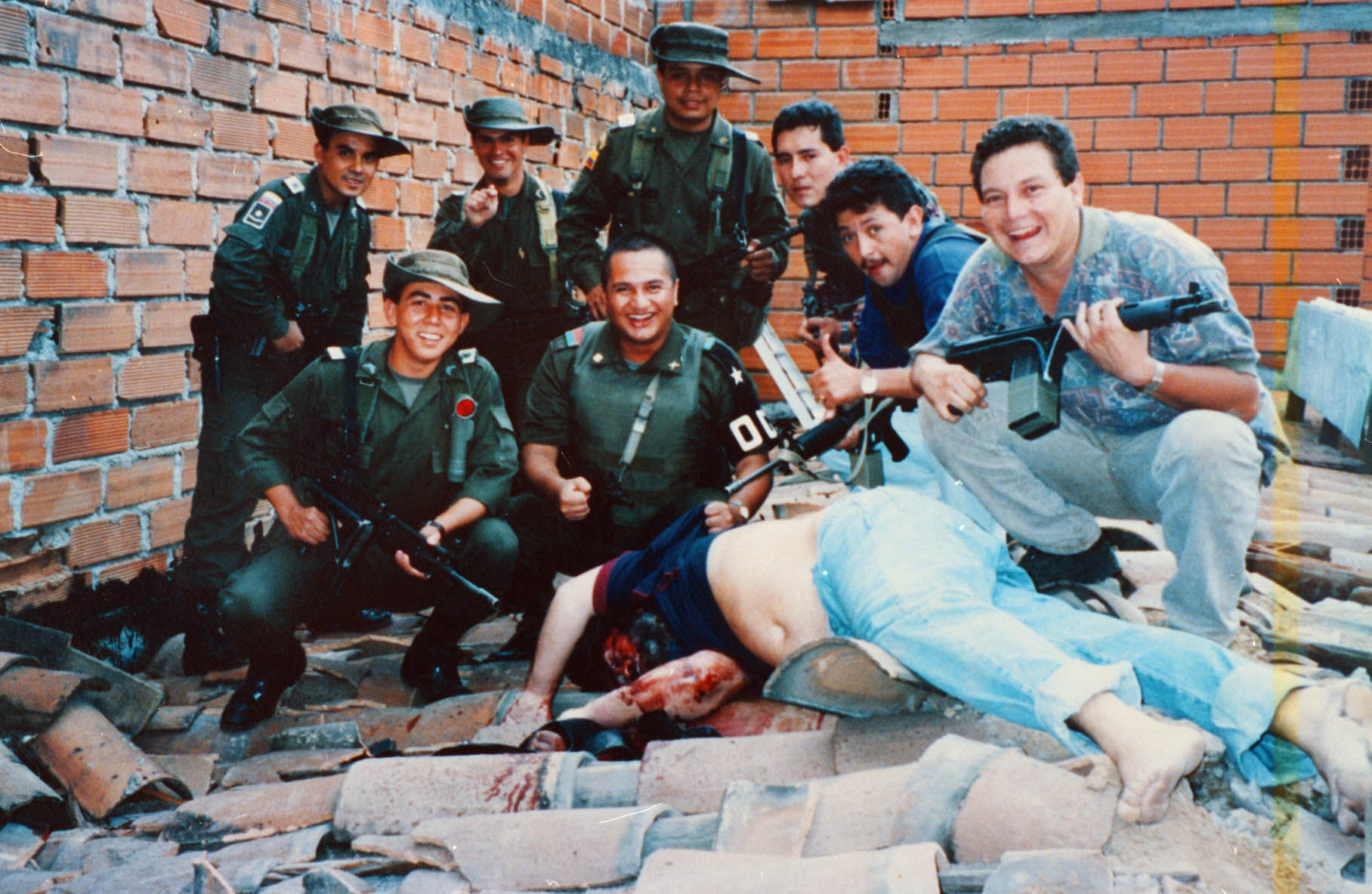
Колумбийские полицейские возле трупа Эскобара

Осенью 1993 года Медельинский кокаиновый картель начал распадаться, но наркобарона больше беспокоила его семья. Эскобар уже больше года не видел ни жену, ни детей. 1 декабря 1993 года Пабло Эскобару исполнилось 44 года. Он знал, что за ним ведётся постоянная слежка, поэтому старался говорить по телефону предельно коротко, чтобы его не «засекли» агенты полиции и спецслужб.
На следующий день после своего дня рождения, 2 декабря 1993 года, Эскобар позвонил своей семье. Этого звонка охотившиеся за ним агенты ждали много часов. На этот раз, разговаривая со своим сыном Хуаном, Эскобар оставался на линии около 5 минут. После этого Эскобара засекли в медельинском квартале Лос-Оливос. Уже в скором времени дом, в котором укрывался Пабло Эскобар, был со всех сторон окружён специальными агентами. Спецназовцы выбили дверь и ворвались внутрь. В этот момент телохранитель Эскобара Эль Лимон открыл из окна огонь по полицейским, пытавшимся штурмом взять дом. Эль Лимон был ранен и упал на землю. Сразу после этого, с пистолетом в руках, в это же окно высунулся сам Пабло Эскобар. Он открыл стрельбу, затем вылез в окно и попытался уйти от своих преследователей через крышу. Снайпер колумбийской полиции, укрывавшийся на крыше соседнего дома, ранил Эскобара выстрелом в ногу, и тот упал. Следующая пуля попала Эскобару в спину, после чего, по одной из версий, снайпер подошёл к Эскобару и произвёл контрольный выстрел в голову.
Существуют многочисленные свидетельства и теории о том, кто именно произвёл смертельный выстрел, который заставил Пабло Эскобара замертво упасть на крыше одного из домов в Медельине.
В отчёте о вскрытии упоминаются 3 пулевых ранения: первое в плече, второе в левой ноге, и третье, смертельное, в правой части головы. Хуан Пабло Эскобар уверен, что смертельный выстрел сделал не кто иной, как его отец, так как наркокороль неоднократно рассказывал сыну, что если враги окружат его, он сам застрелится своим любимым пистолетом немецкой марки «SIG Sauer» в правое ухо, чтобы избежать захвата живьём.
Это доказывает и то, что на знаменитом фото тела Пабло Эскобара на крыше рядом с ним лежит именно этот пистолет, который всегда был при нём, в то время как другой его пистолет «Глок-17» (австр. «Glock») лежал в кобуре.

## Семья
Жена — Мария Виктория Энао Вальехо (1961 г. р.), сын — Себастьян Маррокин (Хуан Пабло Эскобар), дочь — Мануэла. Сын наркобарона Себастьян Маррокин (Хуан Пабло) рассказывал, что как-то, в очередной раз скрываясь от правительственных агентов, его отец вместе с детьми оказался в высокогорном укрытии. Ночь выдалась крайне холодной, и, пытаясь обогреть дочь и приготовить еду, Эскобар сжёг больше 2 млн долларов наличными. Позже Хуан Пабло сменил имя и фамилию и переехал в Аргентину.
Брат — Роберто де Хесус Эскобар Гавирия.

## Бегемоты
В середине 1980‑х годов Эскобар привёз в свой зверинец в «Асьенда Наполес» одного самца и трёх самок гиппопотамов. После смерти наркобарона его поместье было национализировано властями, а его зоопарк впоследствии стал частью парка развлечений. Животных из поместья распределили между зоопарками Колумбии, но бегемотов оставили на месте из-за технических сложностей с перевозкой. Впоследствии они размножились и попали в главную реку страны — Магдалену. Бегемоты влияют на экосистему — вытесняют местные виды (например, и так вымирающих ламантинов), и изменяют химический состав водоёмов.

## В кино

### Документальные фильмы
- В 2007 году на канале National Geographic вышел фильм «Охота на Пабло Эскобара» (оригинальное название — «Situation Critical. Hunting Pablo Escobar»)
- В 2010 году вышел фильм «Бегемоты Пабло Эскобара / Pablo’s Hippos» (реж. Антонио фон Хильдебранд / Antonio von Hildebrand, Лоуренс Элман / Lawrence Elman)
- В 2013 году вышел фильм «Кто убил Пабло Эскобара? / Quien mato a Pablo Escobar? / Who Killed Pablo Escobar?» (реж. Джордж Левин / George Lewin)
- В 2017 году на Discovery Channel был показан документальный сериал «Миллионы Пабло Эскобара» (англ. Finding Escobar's Millions). В съёмках фильма участвовал бывший сотрудник ЦРУ Дуглас Ло, собиравший свидетельства об Эскобаре у колумбийцев и материалы по уголовным делам[11].

### Художественные фильмы
- Пабло Эскобар лёг в основу образа колумбийского наркобарона Эрнесто Эскобедо в фильме «Прямая и явная угроза» 1994 года.
- В фильме «Кокаин» 2001 года Пабло Эскобара сыграл актёр Клифф Кёртис.
- В 2014 году итальянский режиссёр Андреа Ди Стефано снял драму с использованием фактов о жизни Пабло Эскобара — «Потерянный рай», роль Эскобара исполнил Бенисио Дель Торо[12].
- В 2015 году студия Netflix запустила сериал «Нарко». Первый и второй сезон повествуют о криминальной жизни Пабло Эскобара. Роль Эскобара исполнил Вагнер Моура. В 2018 году вышел 4 сезон под названием «Нарко: Мексика» (актер тот же).
- В фильме «Афера под прикрытием» 2016 года упоминается Пабло Эскобар.
- В сериале «Красавцы» главный герой Винсент Чейз (Эдриан Гренье), актёр по сюжету, исполняет главную роль в фильме «Медельин», который повествует о жизни Эскобара. Первая серия четвёртого сезона сериала рассказывает о съемочном процессе этого выдуманного для сериала фильма.
- В 2017 году вышел фильм «Сделано в Америке», где главный герой работал на Пабло Эскобара (в роли Маурисио Мехия).
- В 2017 году вышел испанский фильм «Эскобар». В главной роли Хавьер Бардем.
- В 2022 году вышел псевдо-биографический фильм «Weird: The Al Yankovic Story», где по сюжету Пабло Эскобар являлся большим поклонником творчества музыканта-пародиста Странного Эла Янковича.

### Другое
- Колумбийский художник Фернандо Ботеро изобразил смерть Эскобара на одной из своих картин Архивная копия от 18 февраля 2016 на Wayback Machine.
- Аэропорт вымышленного города Vice City в играх Grand Theft Auto: Vice City и Grand Theft Auto: Vice City Stories назван в честь Пабло Эскобара.